# Kevin Kühnert

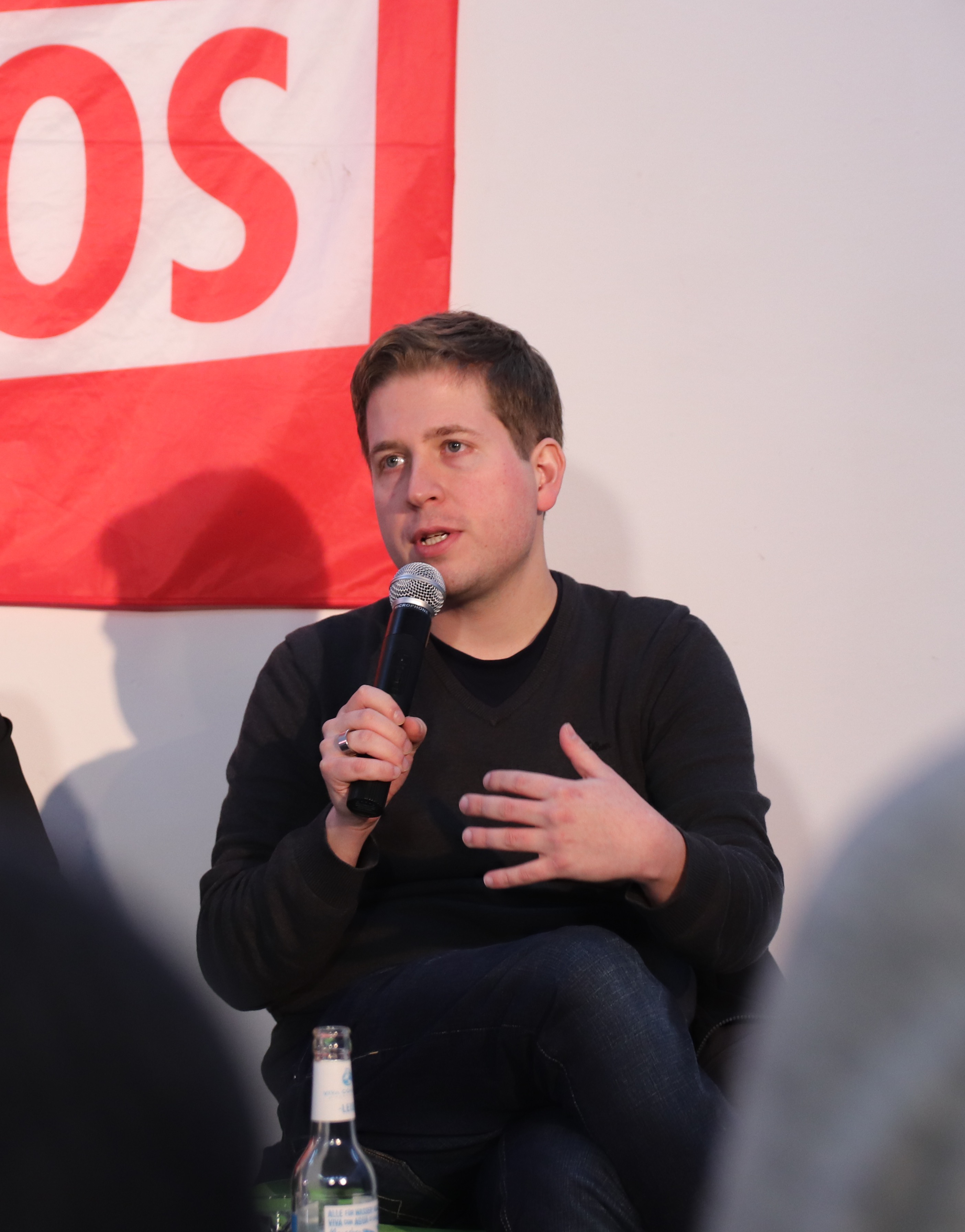
Kevin Kühnert tijdens discussie-bijeenkomst over het thema Grote Coalitie op 9 februari 2018 in Leipzig.

Kevin Kühnert (Berlijn, 1 juli 1989) is een Duitse politicus van de SPD. Bij de Bondsdagverkiezingen van september 2021 werd hij namens het Berlijnse kiesdistrict Tempelhof-Schöneberg lid van de Duitse Bondsdag. Van december 2021 tot oktober 2024 was hij de secretaris-generaal van de SPD.
Van november 2017 tot januari 2021 was hij Bondsvoorzitter van de Jusos, de jongerenorganisatie van de SPD.
Voordien fungeerde hij als plaatsvervangend voorzitter.
Dankzij zijn retorisch talent heeft hij zich na de Bondsdagverkiezingen van september 2017 ontpopt als de grote tegenspeler van de toenmalige SPD-leider Martin Schulz in het politieke proces dat tot het opnieuw aangaan van een Große Koalition ("Groko", Grote coalitie) met de christendemocraten van de CDU en CSU leidde.

## Afkomst en opleiding
Kühnert groeide op in Berlijn in een gezin van ambtenaren. Zijn vader is financieel employé en zijn moeder werkt in een jobcenter.  
Van 2008 tot 2010 was hij werkzaam bij een instelling voor jeugdzorg in Steglitz-Zehlendorf (stadsdeel van Berlijn). Na 2010 werkte hij drieëneenhalf jaar bij een Berlijns callcenter.
Sinds 2010 studeerde hij eerst een tijd lang communicatiewetenschappen, en later - intussen weer onderbroken - politicologie aan de Fernuniversität (Open Universiteit) Hagen.
 

## Politiek
Kühnert trad in 2005 toe tot de SPD en was van 2012 tot 2015 Landsvoorzitter van de Jusos-Berlin. 
Vanaf 2015 was hij plaatsvervangend Juso-bondsvoorzitter en tevens verantwoordelijk voor de thema's belasting-, pensioen-, structuurbeleid, rechts-extremisme, immigratiebeleid en de sociale media.
Op 24 november 2017 werd hij door het Bondscongres in Saarbrücken met 225 van 297 stemmen gekozen als Bondsvoorzitter van de Jusos. Hij volgde daarmee Johanna Uekermann op, die zich niet meer kandidaat had gesteld.
Van 2015 tot 2021 was hij op gemeentelijk niveau actief in het Berlijnse stadsdeel Tempelhof-Schöneberg als lid van de Stadsdeel-Raad.
Op 16 december 2020 werd Kühnert namens de SPD tot directkandidaat genomineerd voor de bondsdagverkiezingen van 2021 in het kiesdistrict Berlin-Tempelhof-Schöneberg. Daarnaast werd hij op 24 april 2021 op plaats 3 van de Landesliste in de deelstaat Berlijn gekozen. De plek of de Landesliste had hij uiteindelijk niet nodig om verkozen te worden in de Bondsdag. Bij de Bondsdagverkiezingen op 26 september 2021 werd hij namelijk met 27,1 procent van de Erststimmen verkozen tot directkandidaat namens Tempelhof-Schöneberg. Als lid van de Bondsdag is hij lid van de commissie voor wonen, stadsontwikkeling, bouw en gemeenten. 
Op het partijcongres van 11 december 2021 werd Kühnert tot opvolger van Lars Klingbeil als secretaris-generaal van de SPD verkozen. 77,8 procent van de afgevaardigden stemde op hem. Op 8 december 2023 werd hij in zijn functie met 92,55 procent bevestigd.

## Standpunten
Na zijn tot voorzitter van de Jusos sprak Kühnert zich tegen de herhaling van een Grote Coalitie uit (No Groko). Tijdens de onderhandelingen over zo'n coalitie in januari 2018 bleef hij voorstander van een minderheidsregering: "geen SPD-lid zou aan de volgende regeringstafel moeten zitten".
Hij propageert polarisatie tussen de grote Volkspartijen, zodat de rechts-populisten zich niet als "vermeend alternatief" kunnen presenteren. In dit kader noemt hij de belastingheffing op vermogen, een verhoging van het minimumloon en de bestrijding van scheve arbeidsverhoudingen.
De glyfosaat-beslissing van het kabinet Merkel zou tegen een duidelijk kabinetscompromis van de GroKo in genomen zijn. Gelet op een in de SPD besproken coalitie tot samenwerking, zei hij in een interview in december 2017: "Veel mensen die een "Grote Coalitie" niet willen, hebben er een heel fijne neus voor als geprobeerd wordt hen een ander model aan te smeren."

## Privé
Kühnert is lid van de toezichtsraad van Tennis Borussia Berlin.
- Gemeinsame Normdatei: 1150804785
- Virtual International Authority File: 427151656180208400006
- WorldCat: E39PBJtGXG9j73cd9mjFxmvPwC